# Nimm2

Logo von Nimm2

Nimm2 ist eine Bonbonhandelsmarke, die seit 1962 in Deutschland von der August Storck KG hergestellt wird. Der Name Nimm2 entstand laut Herstellerwebseite dadurch, dass zwei Geschmacksrichtungen in der ursprünglichen Bonbon-Tüte vorhanden waren und die Bonbons Süßes mit Vitaminen verbinden. Die Nimm2-Bonbons enthalten eine Zuckerpaste mit Fruchtgeschmack, es gibt sie in den Geschmacksrichtungen Zitrone und Orange. Für kurze Zeit gab es sie auch in den Geschmacksrichtungen Schwarze Johannisbeere und Kirsche. 

## Zutaten
Zu den Zutaten gehören Glukosesirup, Zucker, Glukose-Fruktose-Sirup, konzentrierte Fruchtsäfte 1,3 % (Blutorangen, Limette, Orange, Zitrone, Holunder, Aronia), Säuerungsmittel Citronensäure und Milchsäure, gezuckerte, kondensierte Magermilch, Molkenerzeugnis, natürliches Aroma, Ascorbinsäure (Vitamin C), Niacinamid (Vitamin B3), Riboflavin (Vitamin B2), Folsäure (Vitamin B9), Cobalamin (Vitamin B12), Calcium-Pantothenat (Vitamin B5), Alpha-Tocopherolacetat (Vitamin E) und Pyridoxinhydrochlorid (Vitamin B6).

## Geschichte
- 1962: Markteinführung von Nimm2.
- 1996: Einführung der Nimm2-Lachgummis und Nimm2-Lachgummis mini. Der Name ist ein vermeintliches Antonym auf „Weingummi“ im Sinne von ‚weinen‘.[3] Tatsächlich hat der „Weingummi“ seinen Namen vom Wein.
- 2005: Einführung der Nimm2-Lachgummis sauer und Nimm2 minis zuckerfrei.
- 2006: Einführung des Nimm2-soft.
- 2007: Einführung des Nimm2-Eis und Nimm2-Lachgummi Joghurt.
- 2008: Einführung des Dauerlutschers, Nimm2 Lolly und Nimm2 Frucht & Joghurt.
- 2009: Einführung des Nimm2-soft-sauer mit neuen Geschmacksrichtungen.
- 2012: Einführung der Nimm2-soft-tropic mit neuen Geschmacksrichtungen.
- 2012: Einführung der Nimm2-Lachgummis softies mit Füllung in den Sorten Joghurt, sauer und normal.
- 2014: Einführung der Nimm2-Milchprodukte.
- 2019: Einführung der Lachgummi Happies und der Frutivity-Produkte.